# تساؤل بسيط (قصة قصيرة)

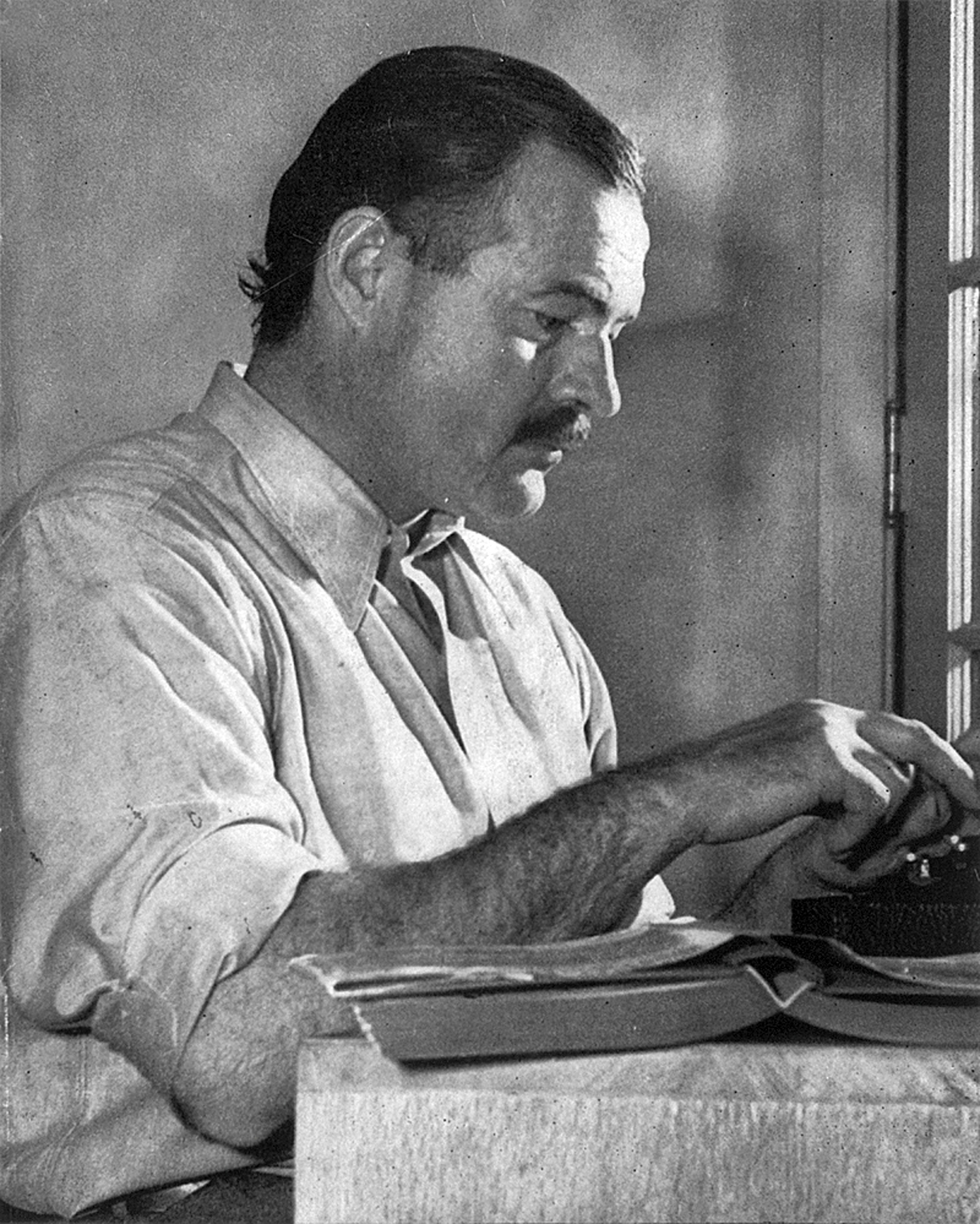
صورة للكاتب الأمريكي ارنست هيمنجواي

تساؤل بسيط (بالانجليزية A Simple Enquiry) هي قصة قصيرة للكاتب الأميركي ارنست هيمنجواي نٌشرت عام 1927 ضمن المجموعة القصصية «رجال بلا نساء».

## ملخص القصة
تدور القصة حول ثلاثة جنود إيطاليين يعلقون في الثلوج، فيستدعي الرائد -وهو الأكبر رتبة- جنديه المرسال ذو الأعوام التسعة عشر إلى غرفته ويسأله عن حياته الشخصية، كان يبدو وكأنه يراود الجندي عن نفسه، وعندما قوبلت محاولاته بالزجر الشديد قام بطرد الجندي من الغرفة مدركًا أنه لن ينشر الأمر، بينما كان معاونه هو الشاهد الخفي.

## الشخصيات
- الرائد
- المعاون تيموني
- الجندي المِرسال بينين

## وصلات خارجية
تساؤل بسيط - النص